# Nell'assenzio
Nell'assenzio è un brano musicale pubblicato come primo singolo estratto dall'album Compis del cantautore italiano Luca Dirisio.

## Descrizione
Il brano è stato reso disponibile per il download digitale, a partire dal 4 agosto 2010; per la rotazione radiofonica a partire dal 30 luglio 2010. A distanza di una sola settimana dalla sua uscita, il singolo si afferma come highest climber (nuova entrata più alta della settimana per numero di passaggi e incremento di ascolti in radio) nella classifica dei singoli stilata da Music Control. Il pezzo rimane in top20 per 14 settimane arrivando anche al primo posto come massima posizione nella classifica EarOne.
Primo singolo di Dirisio per l'etichetta discografica Ultrasuoni, il brano è stato scritto da Dirisio e arrangiato dal produttore svedese Martin Terefe (n° 10 dei migliori produttori del mondo nel 2009 secondo Billboard , e registrato presso gli studi Kensal Road di Londra.

## Il video
Il video musicale prodotto per Nell'assenzio è stato girato a Londra nell'agosto 2010 e diretto dal regista Gaetano Morbioli.

## Tracce
Download digitale
1. Nell'assenzio - 3:07

## Classifiche
| Classifica (2010) | Posizione massima |
| ----------------- | ----------------- |
| Italia            | 35                |